# 高敏學
高敏學（1519年—1555年），字希曾，順天府寶坻縣人，民籍，明朝政治人物，官至光禄寺少卿。

## 生平
嘉靖二十八年（1549年）己酉科順天府鄉試第七十名舉人。嘉靖二十九年（1550年）中式庚戌科會試第一百五十九名，三甲第一百二十五名進士。授行人司行人，三十三年五月选授兵科給事中。次年因疏救总督張經，劾严嵩党羽赵文华，廷杖卒。

## 家族
曾祖高俊；祖父高昇；父高琦，巡檢。母陳氏。具庆下。